# Keith Kellogg
Joseph Keith Kellogg, Jr. dit Keith Kellogg, né le 12 mai 1944 à Dayton (Ohio), est un général retraité de l'armée des États-Unis.
Il a été conseiller à la sécurité nationale par intérim du 13 au 20 février 2017.
Le 27 novembre 2024, il est désigné par le président-élu Donald Trump pour servir, à compter du 20 janvier 2025, comme envoyé spécial des États-Unis en Ukraine et Russie, dans le but de tenter de résoudre le conflit ouvert en Ukraine ayant éclaté en 2022, entre la Russie d’une part, et l’Ukraine d’autre part soutenue par les pays de l’OTAN.

## Carrière
Keith Kellogg a d'abord servi lors de la guerre du Viêt Nam au sein de la 101e division aéroportée ; puis, après sa qualification comme officier des forces spéciales, il est devenu conseiller auprès de l'armée du royaume du Cambodge, alors en pleine guerre civile. Il a été décoré plusieurs fois pour sa participation aux combats : Silver Star, Bronze Star (avec "V" Device) et Air Medal.
En 1989-1990, durant l'invasion du Panama par les États-Unis, il commande la 3e brigade de la 7e division d'infanterie. En 1990-1991, pour la guerre du Golfe, il est le chef d'état-major de la 82e division aéroportée. De juillet 1992 à juillet 1994, il est à la tête du Special Operations Command Europe ; de novembre 1996 à juillet 1998, il commande la 82e. Le 11 septembre 2001, lieutenant-général, il est présent au Pentagone lors du crash du vol AA 77 et prend le commandement du complexe de Raven Rock Mountain. Il quitte le service actif en 2003.
En mars 2016, ce républicain historique rejoint l'équipe du candidat Donald Trump en tant que conseiller en politique étrangère. Après son élection, le Président Trump le nomme chargé de la Défense pour l'équipe de transition.
À la suite de la démission de Michael T. Flynn le 13 février 2017, Keith Kellogg devient conseiller à la sécurité nationale par intérim.